# Lasioptera berlesiana
La cecidomia delle olive o moscerino dell'olivo (Lasioptera berlesiana Paoli, 1907, più conosciuta con il sinonimo Prolasioptera berlesiana) è un piccolo insetto della famiglia dei Cecidomyiidae (Diptera Nematocera) predatore oofago a spese di diversi fitofagi ma che secondariamente può rivelarsi dannoso all'olivo per il particolare regime dietetico.

## Descrizione
L'adulto è un piccolo moscerino, lungo 0,8-1,7 mm, di color castano, con campo fornito di antenne di 11-21 articoli e occhi composti molto sviluppati. Zampe lunghe e sottili, ali pelose, frangiate lungo il margine posteriore, con ramificazioni del radio e costa molto ravvicinate a formare una robusta innervazione nel tratto prossimale del margine anteriore.
La larva è apoda, tozza e fusiforme, di colore ocra, lunga 2 mm a maturità.

## Biologia
La biologia della Prolasioptera è singolare per il particolare regime dietetico della larva, analogo a quello di molti Cecidomidi. La larva è fondamentalmente micetofaga e secondariamente zoo-fitofaga. La specie è infatti associata in una simbiosi con il fungo Sphaeropsis dalmatica, agente del  marciume delle olive, il cui micelio rappresenta il principale alimento della larva.
La specie è infeudata al lentisco come ospite vegetale primario, sul quale larva si sviluppa come predatore a spese delle uova di Acari Eriofidi e Rincoti Psillidi. Sul lentisco svolge un numero imprecisato di generazioni. Nel periodo estivo, soprattutto nei mesi di giugno e luglio, la specie usa come ospite secondario facoltativo l'olivo, sul quale la larva si sviluppa come predatore oofago a spese della mosca delle olive (Bactrocera oleae). 
La femmina cerca le punture fresche della mosca delle olive e inserisce con l'ovopositore un uovo nella camera di deposizione presso l'uovo della mosca; contemporaneamente infetta le pareti della camera con il micelio del fungo. La larva nasce dopo 24 ore e attacca l'uovo della mosca svuotandone il contenuto, poi continua ad alimentarsi a spese del micelio fungino e dei tessuti dell'oliva. La larva della Prolasioptera può attaccare anche le larve della mosca, eventuali parassitoidi e anche uova e larve della propria specie, dimostrando una tendenza alla polifagìa. Lo sviluppo si svolge nell'arco 8-10 giorni e a maturità si lascia cadere nel terreno, dove si svolge lo stadio di pupa, della durata di circa una settimana. Sull'olivo si svolgono in genere 2-4 generazioni, parallelamente a quelle che si protraggono sul lentisco. Lo svernamento ha luogo nel terreno, allo stadio di pupa.

## Insetto utile o dannoso?
Il fungo trasmesso dalla Prolasioptera è un agente di danno che causa una patologia minore dell'olivo detta marciume delle olive. 
Un aspetto singolare è che la zoofagia della larva è facoltativa: la cecidomia può infatti deporre l'uovo anche all'interno di occasionali ferite delle olive indipendentemente dalla presenza della Bactrocera. In questo caso il regime dietetico è esclusivamente micetofago-fitofago.
Il ruolo del Cecidomide nell'entomofauna dell'olivo è controverso. In passato la specie era ritenuta dannosa, in particolare sulle varietà precoci e da mensa. Fu Silvestri, nel 1949 a dimostrare l'utilità del moscerino nei confronti della lotta biologica contro la mosca. Va considerato che in un programma di lotta a calendario le uova e le neonate delle mosche sarebbero uccise dai trattamenti chimici e in questo contesto la Prolasioptera si rivelerebbe un insetto dannoso. In un programma di lotta integrata il cecidomide va considerato, in generale, insetto utile perché è uno dei più precoci agenti naturali di controllo e contribuisce a ridurre il potenziale riproduttivo della mosca nel periodo estivo. Il danno secondario recato alle olive colpisce una parte della produzione che in realtà sarebbe comunque danneggiata dalla mosca in assenza di trattamenti larvicidi. 
Attualmente l'orientamento più diffuso è quello di valutare l'utilità di questa specie in funzione del contesto ambientale, con particolare riferimento alla potenzialità produttiva dell'oliveto, al grado di pericolosità della dinamica di popolazione della mosca nel territorio, alla cultivar, ma in generale prevale l'opinione di considerare la Prolasioptera berlesiana come insetto ausiliare.

## Altri cecidomidi associati all'olivo
La Prolasioptera berlesiana non è l'unico cecidomide infeudato all'olivo: 
- Occasionalmente, nelle olive punte dalla mosca associata alla Prolasioptera, si può riscontrare la presenza sporadica della specie Anysapta furcifer (Cecidomyiidae Porricondylinae). La larva di questa specie è esclusivamente micetofaga pertanto il suo ruolo ecologico nell'entomofauna dell'olivo è quello di commensale della Prolasioptera.
- Un altro cecidomide, la Dasineura oleae (Cecidomyiidae Cecidomyiinae Oligotrophini), è infeudato all'olivo, ma in questo caso si tratta un fitofago vero e proprio in quanto provoca la formazione di piccole galle sulle foglie. Occasionalmente possono essere attaccate anche le mignole.

I nomi comuni che indicano la Prolasioptera e la Dasineura possono generare confusione perché molto simili: la Prolasioptera è generalmente chiamata Cecidomia delle olive o, più semplicemente, Cecidomia oppure Moscerino dell'olivo o delle olive; la Dasineura è invece nota come Cecidomia delle foglie dell'olivo o, più semplicemente, Cecidomia dell'olivo, ma spesso si usa il termine di moscerino per indicare anche questa specie.